# Biogeographische Konvergenzzone

Die biogeografischen Regionen Europas

Als Biogeographische Konvergenzzone werden Gebiete bezeichnet, in denen verschiedene Klimazonen und Biosphären aneinandergrenzen bzw. sich überlappen. Sie weisen unter anderem einen speziellen, sehr umfangreichen Artenreichtum auf.

## Beispiele
- Drei Parallelflüsse Yunnans, UNESCO-Welterbestätte